# Valerianella dentata
Valerianella dentata es una especie de planta perteneciente a la familia  Valerianaceae.

## Descripción
Es una hierba anual con tallos que alcanzan un tamaño de hasta 20 cm. Las hojas inferiores de hasta 40 x 8 cm, espatuladas, obtusas, enteras o sinuadas; las superiores de hasta 25 x 7 mm, ovadas, oblongas, obtusas, de dentadas a pinnatipartidas en la parte inferior. Las flores se presentan en corimbos pequeños con cimas parciales densas. Corola de  1 mm, azul-violeta pálida. Los frutos de 1-2,5 mm, ovoideos, con cavidades estériles separadas por un área suborbicular plana, laxamente pelosos. Cáliz persistente, con limbo cilíndrico y truncado, de menos de 1/3 de la longitud del fruto. Florece de marzo a mayo.

## Distribución y hábitat
Se encuentra en los pastos terofíticos, ruderal y arvense,  a una altitud de 0-1550(1790) metros en Macaronesia (Azores, Madeira y Canarias), Europa –excepto el norte–, Norte de África, S de Rusia, y Cy SW de Asia. Dispersa por la mitad norte de la península ibérica y Baleares. 

## Taxonomía
Valeriana dentata fue descrita por (Linneo) Pollich y publicado en Historia Plantarum in Palatinatu Electoralis 1: 30, en el año 1776.
Citología
El número de cromosomas es de:  2n= 16.
Sinonimia
- Fedia auricula (DC.) Roem. & Schult.
- Fedia dasycarpa Steven
- Fedia laxiflora (Dufr.) Roem. & Schult.
- Fedia morisonii Spreng.
- Fedia pumila var. rimosa (Bastard) Roem. & Schult.
- Valeriana dentata (L.) All.
- Valerianella auricula DC. in Lam. & DC.
- Valerianella laxiflora Dufr.
- Valerianella locusta var. dentata L.
- Valerianella losae Pau[4]